# Henri Warnery
Henri Warnery (* 11. Juni 1859 in Crissier; † 23. September 1902 in Lausanne) war ein Schweizer Theologe, Romanist und Autor.

## Leben
Warnery promovierte 1882 in Theologie an der Akademie Lausanne (La philosophie de l’histoire de Saint Paul) und unterrichtete im In- und Ausland, ehe er ab 1889 französische Literatur am Gymnasium und an der Akademie Neuenburg lehrte. Von 1900 bis 1902 war er als Professor der französischen Literatur an der Universität Lausanne einer der ersten, die Westschweizer Literatur lehrten. Er arbeitete zudem an zahlreichen Zeitschriften mit.
Zu seinem Werk gehören kritische Schriften (Littérature et morale 1904), Gedichtsammlungen (Poésies 1887, Sur l’alpe 1895), eine Bekenntnisschrift in Prosa (Le chemin d’espérance 1899) und das historische Stück Le peuple vaudois, das 1903 an der Hundertjahrfeier des Kantons Waadt aufgeführt wurde.